# Supersymetrie
V částicové fyzice označuje supersymetrie symetrii mezi bosony (částice s celočíselným spinem zprostředkovávající interakce, např. gluon, foton či graviton) a fermiony (částice s poločíselným spinem tvořících hmotu, např. kvarky či elektron). Supersymetrie vyjadřuje dualitu mezi bosony a fermiony, tj. mezi interakcemi a hmotou. Podle supersymetrických teorií má každý fundamentální fermion bosonického superpartnera a naopak. Supersymetrie může být aplikována na kvantovou teorii pole i na standardní model částicové fyziky a v obou případech pomáhá řešit problémy v těchto teoriích. Supersymetrie je úzce svázána s teorií supergravitace a superstrun.
Žádná supersymetrická částice dosud nebyla experimentálně prokázána, jde o hypotetické částice.